# Japán művészete

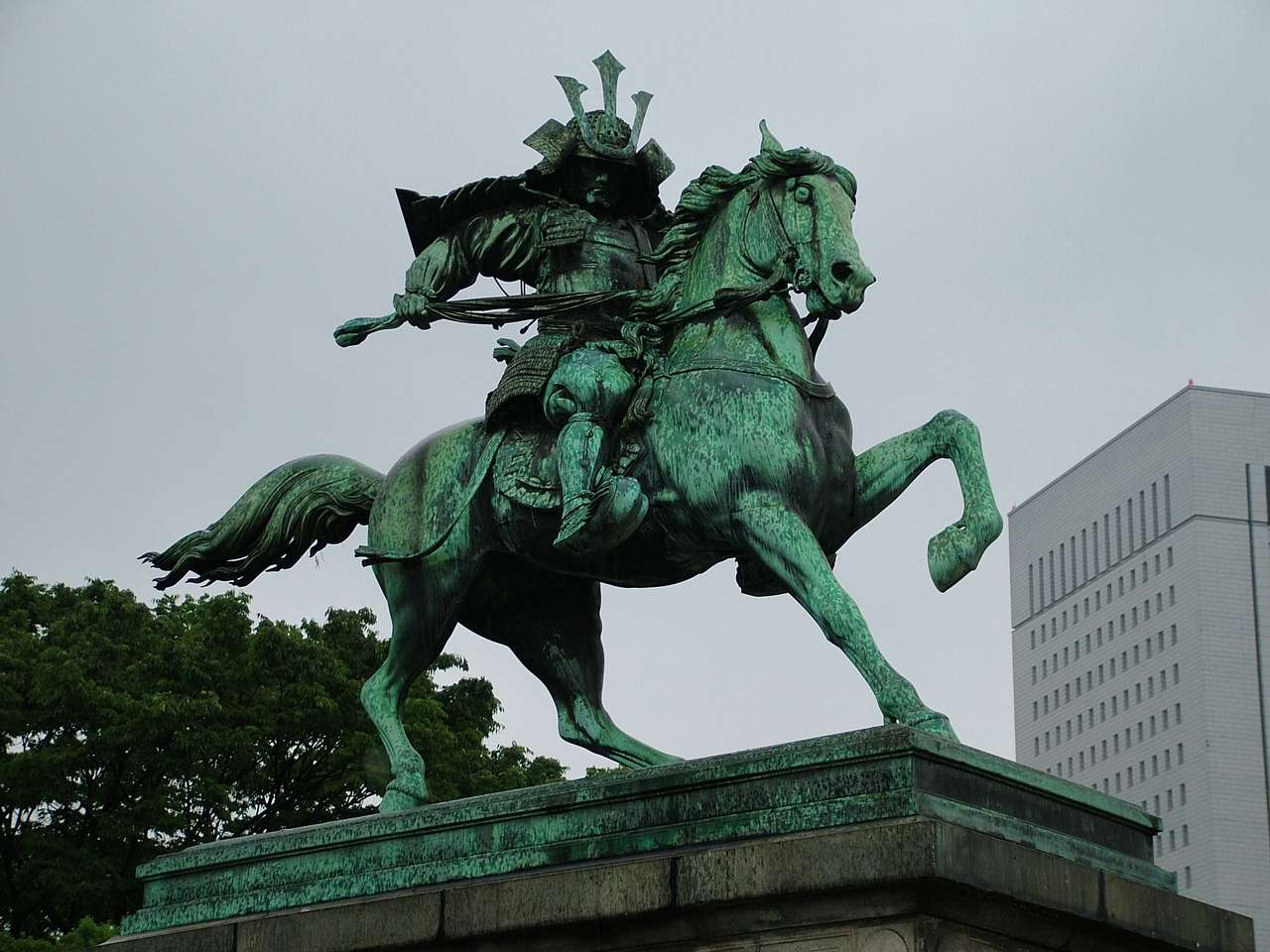
A mai japán szobrászat egyik alkotása: Kuszunoki Maszashige lovasszobra a tokiói császári palota parkjában.

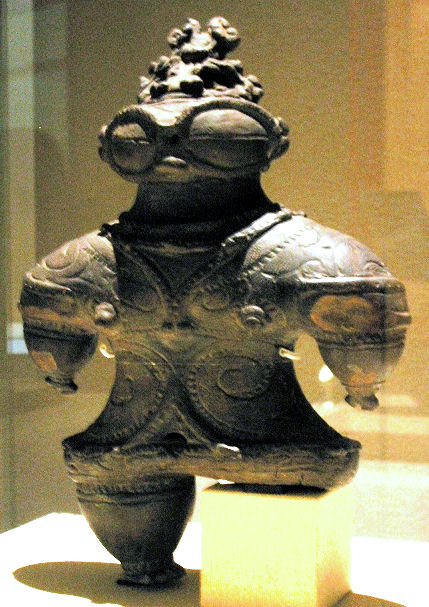
Dzsómon-korabeli agyagszobor (a Tokiói Nemzeti Múzeum gyűjteményéből).

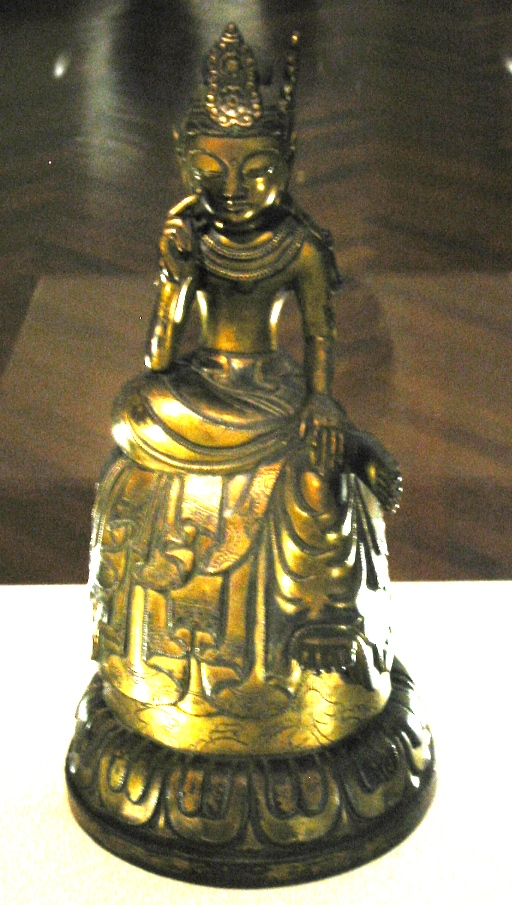
Az Aszuka-korból származó Buddha-szobor(a Tokiói Nemzeti Múzeum gyűjteményéből).

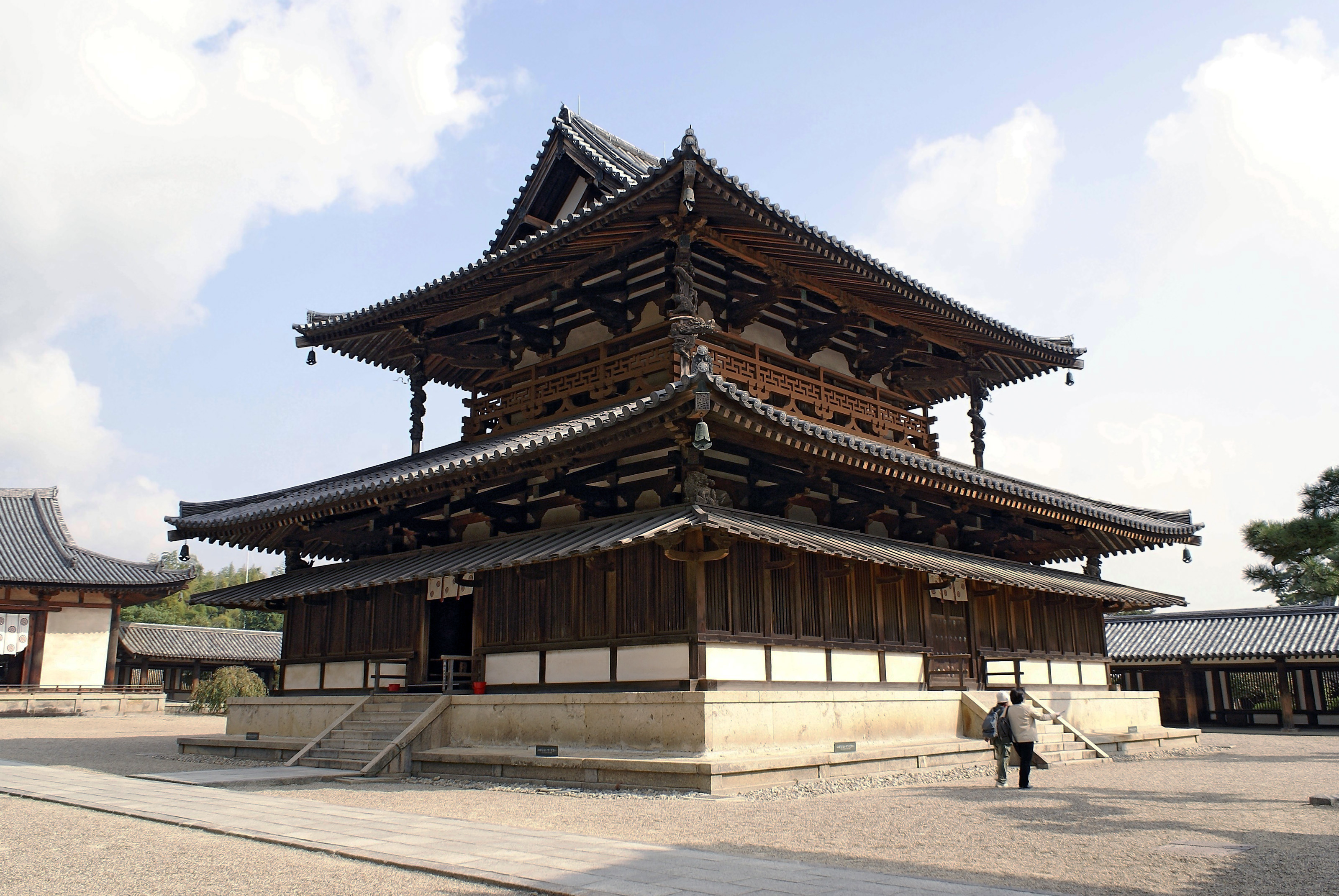
A Hórjúdzsi körzetben található buddhista templomegyüttes. A kondó a világ egyik legrégebbi faépülete.

Japán művészete számos művészeti ágat és irányzatot felölel, amelyek között a legjellegzetesebbek a fazekasság, a fa- és bronzszobrászat, a festészet (elsősorban papírra és selyemre, tintával), a kalligráfia, illetve napjainkban a filmművészet, a manga, a képregények és szinte minden, a nyugati kultúrában is elterjedt művészeti ág. A japán művészet gyökerei a szigetország első lakosaihoz, az i. e. 10. évezredig nyúlnak vissza. A japán történelem jellegzetességei a művészetre is hatottak: a szigetvilág időnként kulturális vagy katonai invázióknak volt kitéve, amelyeket általában hosszú elszigeteltség időszaka követett. Idővel a japánok kifejlesztették azt a képességüket, hogy az idegen kultúrákból érkező elemeket feldolgozzák, értelmezzék és végül asszimilálják saját művészetükbe, saját esztétikai elveiknek megfelelően.
Az első komplex japán művészeti alkotások az i. sz. 7-8. században készültek, buddhista hatásra. A 9. századig igen jelentős volt a kínai művészet és kultúra befolyása, de ezt követően a japánok egyre inkább saját művészeti kifejezésmódokat használtak, és a művészet egyre inkább eltávolodott a vallástól. A 15. századig a vallási és a világi művészet egymás mellett virágzott. A 15. század végén kitört Ónin-háború (1467–1477) és a rákövetkező politikai, szociális, társadalmi és gazdasági felfordulás időszaka hosszú ideig megszakította a művészetek fejlődését, majd a válság után kialakuló Edo-korban már a központilag irányított vallás sokkal kisebb szerepet játszott az emberek életében és ennek megfelelően művészeti jelentősége is lehanyatlott.
Az egyik legkedveltebb művészeti ág Japánban a festőművészet, amit hivatásos művészek és amatőrök egyaránt gyakorolnak. Egészen a modern korig a japán kandzsi íráshoz ecsetet használtak, ezért az írástudók jól ismerték az ecsetkezelési technikákat, a tinták elkészítésének technikáját. A kalligráfia mellett a festőművészet egyik igen kedvelt ága volt az Ukijo-e, az Edo-kor polgárságának kedvelt időtöltése. Ugyanebben a korban a szobrászat lehanyatlott, elsősorban vallási kötődése miatt, és a buddhista hagyományok fontosságának csökkenésével a szobrászat sem fejlődött.
Az egyik legkorábbi japán művészeti ág a fazekasság, az agyag- és kerámiaművészet volt – az első ismert japán művészeti alkotások is a Dzsómon-korból származó kerámiaszobrocskák, edények.
A japán művészet egyik különleges ága az építészet, amely elsősorban a természetes anyagokat kedveli és nagy hangsúlyt helyez a külső és belső terek összekapcsolására.

## Japán művészetének általános vonásai

### Építészet

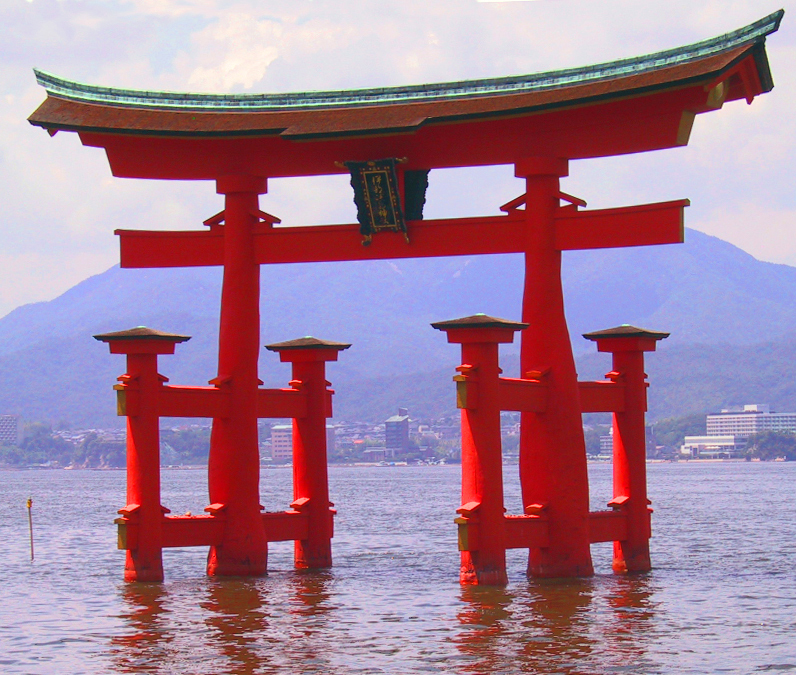
A Heian-korban épült Ikutszudzsima szentély híres díszkapuja Mijadzsima szigetén, Hiroshima mellett 15 kilométerre.

Japán szentélyépítészete több ezer évre tekint vissza. A két legősibb szentélytípus az Izumóban található Taisha Zukkuri stílusú Izumo-taisha szentély, valamint a Kiotóban található Kamigamo szentély. Az előbbi Japán legmagasabb építménye volt az ókorban, a régi krónikák leírásai szerint. A másikról azt jegyezték föl 1500 évvel ezelőtt, hogy egykor a Kyotótól északra fekvő Isten-hegyen (Ko-yama) állt az ősi templom, fent a hegyen, egy kőoltár. Ezeket a régiségeket a sintó szentélyek őrizték meg.
Mintegy 1200 éve, az Aszuka-kultúrában honosodott meg a buddhizmus, ami nemcsak vallási jelentőségű volt, hanem magával hozza a kínai civilizációt is. Fellendült a templomépítészet, a kegyhelyek száma megnőtt. Ebből a korból származó építmény a Nara közelében épült Horjúdzsi-templom (1949-ben leégett). A többször restaurált műemlékek máig őrzik az ősi kínai faépítészet jellegzetes vonásait. Az épületek aszimmetrikus elrendezése viszont tipikus japán vonás.
A Nara-kor építészetében is megőrizte a Tang-hatást, mivel a város alaprajza sakktáblaszerű. A hagyományok őrzője a sintó vallás volt, egyszerű szerkezetű szentélyeivel, a tetőzetet mélyre süllyedő oszlopok tartották.
A Heian-korban (794-1185) Heiankjó (Kiotó) város is a Tang-hatás alapján épült fel, és megszületett a nemzeti művészet. A japán arisztokrácia igénye igyekezett ellensúlyozni a szerzetesek kizárólagos befolyását a kultúrában. A virágzó buddhizmus több ágra szakadt, közülük az ezoterizmus hozott új építészeti alapelveket. Már nem a szimmetria dominált, az épületek tökéletesen alkalmazkodtak a természethez. Ilyen például a Főnix-csarnok Udzsiban, az Amida csarnokok Kiotó mellett.

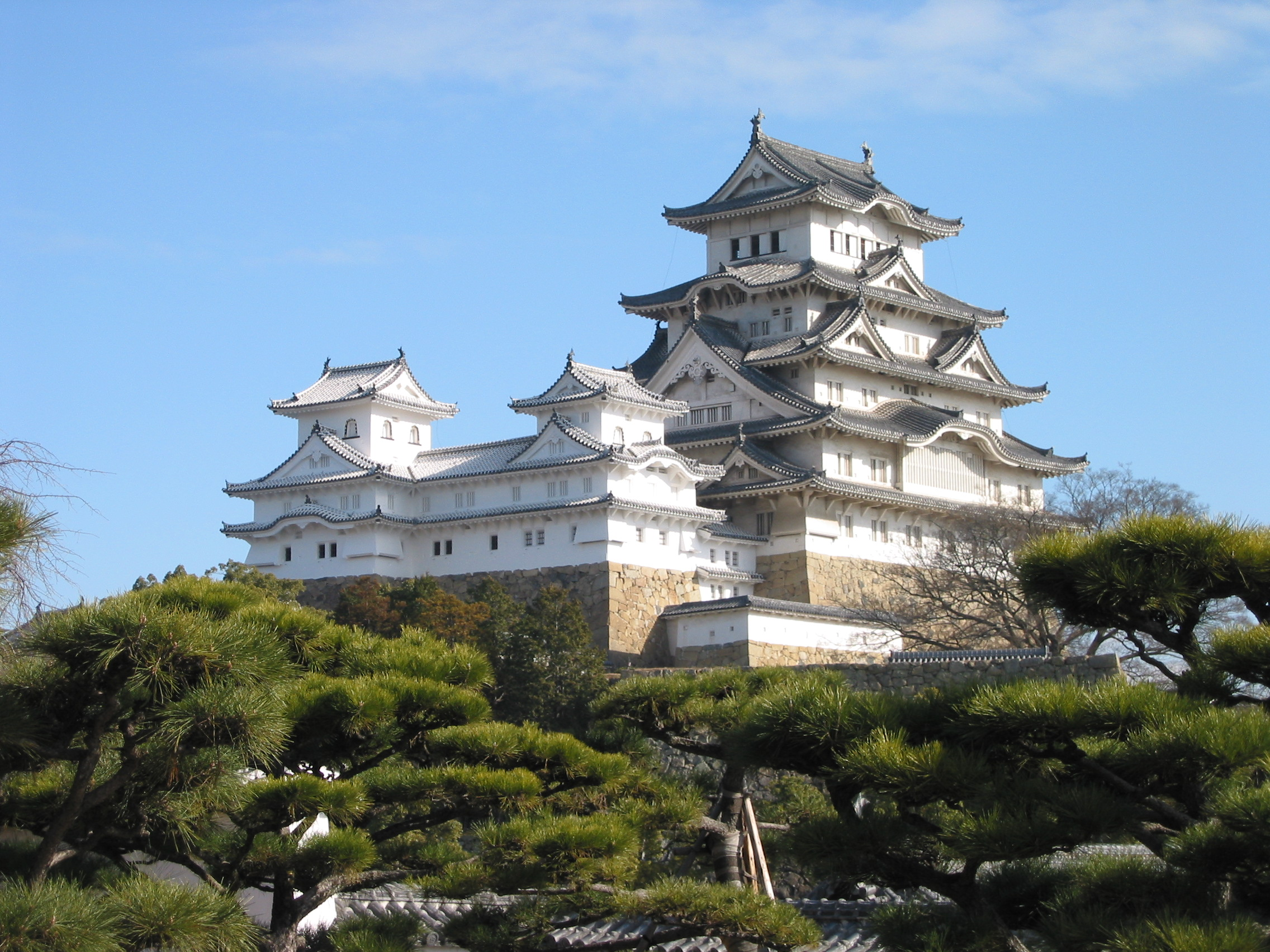
A Muromacsi-korban épült Himedzsi várkastély, a japán várépítészet gyöngyszeme.

A Muromacsi-kor (1333-1573)a nevét Kiotó egyik negyedéről kapta, ahol az első sógun, Asikaga rendezte be palotáját. A zen hatás itt arisztokratikus kifinomultsággal keveredtett, például Kiotóban az Aranypavilon (Kinkaku), és az Ezüstpavilon (Ginkaku). Kialakulnak a mohakertek, az építészet szoros kapcsolatban áll a kerttervezéssel, amely régóta igen kifinomult művészet Japánban.

#### Várépítészet

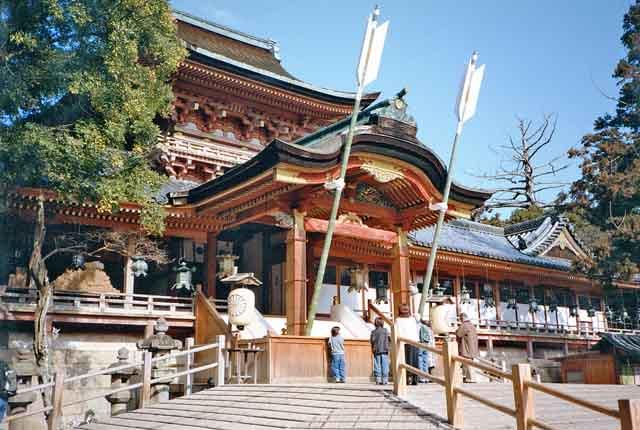
Az Iwasimizu Hacsimangu shinto szentély homlokzata. A Japán fafaragó művészet pompás alkotásai láthatók a régi shinto szentélyekben.

A mi törökdúlásos időink kezdetén, Mátyás halála után, Japánban is hosszú ideig belső bizonytalanság és kiskirályságok (helyi katonai vezetők) véres harca gyöngítette az országot, mígnem a XVI. század második felében három fontos sógun (körülbelül a mi nádori méltóságunknak felel meg) Oda Nobunaga, Hidejosi, és Tokugava Iejaszu katonai szervező munkával helyre nem állította a központi kormányzást és meg nem szervezte az 1868-ig fönnálló erős japán államot. E három katonai vezető korára esik a japán várépítészet fénykora. Legismertebb közülük talán a Himedzsi várkastély főépülete.
A rend megszilárdítását megelőző és követő időkben épült föl több várkastély: Oszaka, Iwakuni, Inuyama, Okajama várkastélya. Ezt a várépítő időszakot könnyen köti össze a magyar történelmet ismerő olvasó a török háborúkkal. A magyar Bocskai szabadságharc előtti években, 1600-ban volt a nevezetes szekigaharai csata, ahol Tokugawa Ieyasu győzött és után még csaknem 300 éven át a Tokugava családból kerültek ki a sógunok. A Tokugawák a korábbi Kyotó helyett a keleti Edóba, a mai Tokióba helyezték át az állam székhelyét és itt erősítették meg az edói várkastélyt.

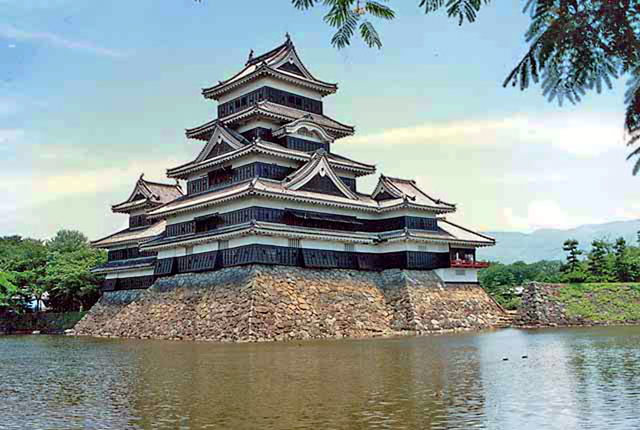
A japán várak lépcsőzetesen keskenyedő központi torony köré épített épületekből állnak és gazdag tetőzettel vannak díszítve.

#### Kortárs építészet
Japán mai építészete nemzetközileg elismert, olyan rangos 20-21. századi képviselői fémjelzik, mint Tange Kenzó, Andó Tadao, Kisho Kurokawa, Riken Yamamoto, Itó Tojoo, Kuma Kengo, Ban Sigeru vagy Szedzsima Kazujo (SANAA).

### Szobrászat
A Nara-korszakban a buddhista művészet – főleg a fafaragás – egyre jellegzetesebb japán jegyeket mutatott.
A szobrászat kezdetben még idegen jegyeket hordott. Unokie és iskolája a Kamakura-korszakban Szung-hatásra realista és dinamikus szobrokat alkotott. A szamurájok nemcsak a politikában, hanem a művészetekben is vezető szerephez jutottak. A faszobrászat realisztikusabb lett.
A Heian-korban 794-1185 a buddhista szobrok eleganciája és titokzatossága már japán, vonatkozásokat mutat.
Az Edo-korban a szobrászatban a kisebb méreteket kedvelték, mint például a necuke faragás.

### Festészet

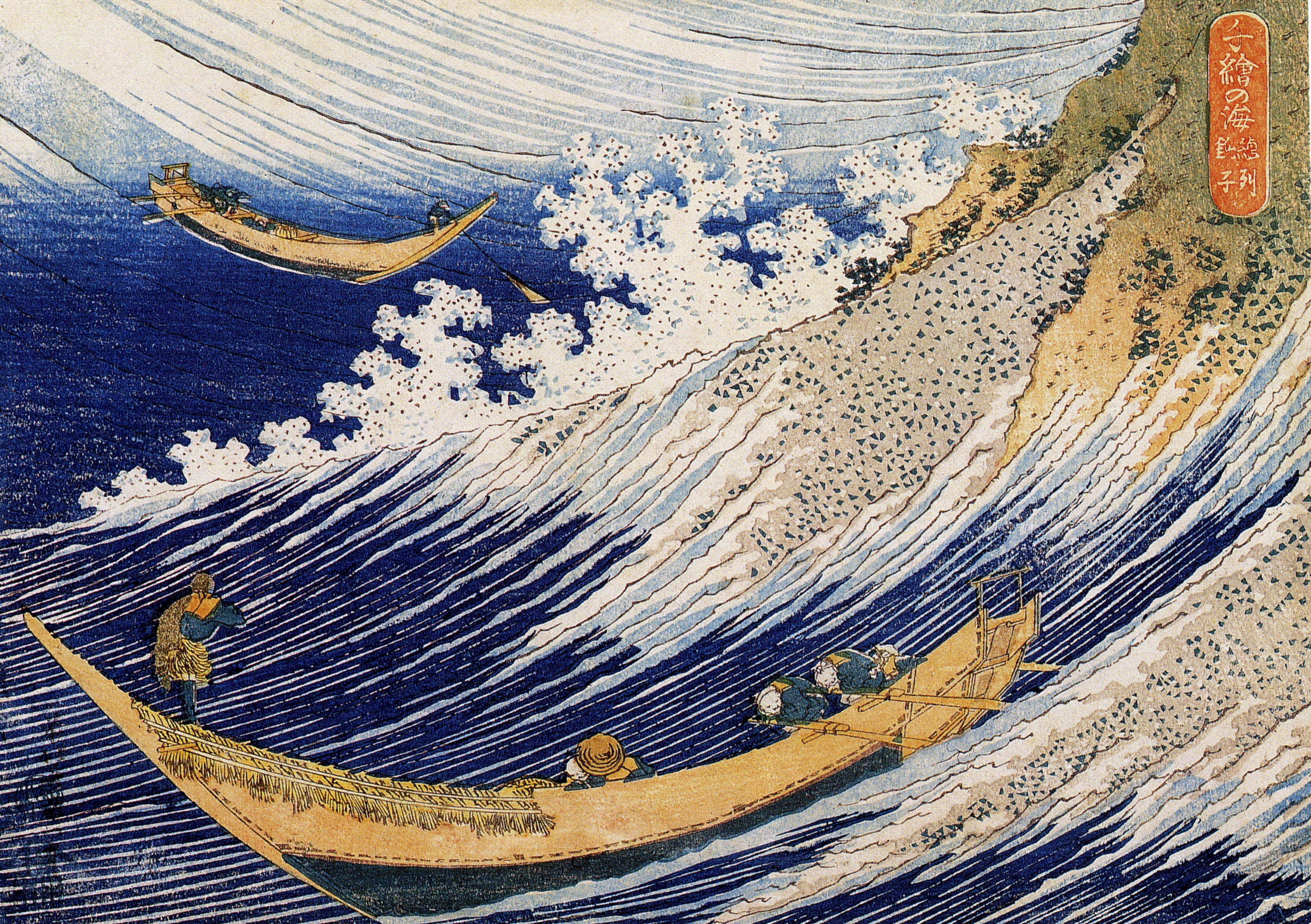
Hokuszai: Csónakok a hullámokon (japán ukijo-e nyomat)

A Heian-korban ábrázolták a sintó istenségeket egyenként. Sajátos fejedelmeket összeillesztő technikát fejlesztettek ki, egy volt a "dzsószó". Ez idő tájt alakult ki a dekoratív és elbeszélő jelleget ötvöző festménytekercsek japán iskolája. A nemzeti érzés megjelent a festészetben, tipikus forma volt a japán táj, a japán élet, a szokások a jamatoe stílusban. Szép példája ennek Gendzsi-monogatariemakinomo (hosszú vízszintes képtekercs) csodálatos betűivel, átlós irányú kompozíciójával, eleven színeivel. Fudzsivara no Takanobu a század végén különleges portréfestészetével tűnt ki.
A Heian-kor végén keletkezett a híres századi rajztekercs, a Csódzsu Giga. Négy ilyen tekercs maradt fönn, de sajnos szöveg nélkül. Csak sejtjük, hogy a korabeli élet fonákságait jeleníti meg a rajzoló mester, ironikusan, emberies felejthetetlen állatfigurákba rejtve a korabeli karaktereket.

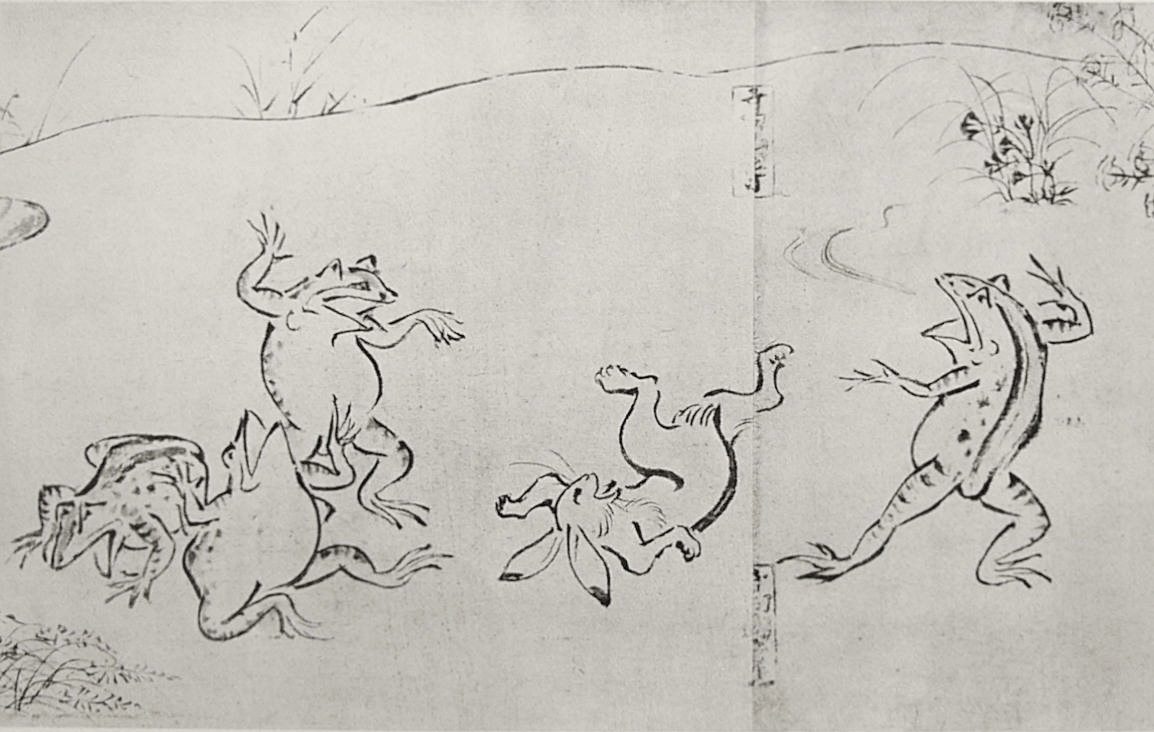
Részlet a nevezetes Csódzsu Giga rajztekercsből, amelyet a 12. század végén rajzoltak.

A Kamakura-korszakban a festészetet továbbra is a jamatoe uralta, a vízszintes tekercsek különböző legendákat, történelmi eseményeket, és hírességek életét ábrázolják, megelevenítő emakinomókkal.
A fellendülő tusfestés a Szung és Juan tekercsek stílusát idézi, de kifejlődött a japán természetábrázolás. Ekkor jelentek meg a kakemonók (függőleges tekercsfestmények). A 15. században az ajtókra, paravánokra óriási tájképeket festettek.
A Muromacsi-korban (1333-1568) a művészet virágzásnak indult. A természetes és dísztelen felületek hangsúlyozásával hatott az összes művészetre, ideértve a kertművészetet, az építészetet, és a teaszertartás szigorúan tiszta vonalvezetésű cserépedényeit. A tusfestés csúcspontját Szessú művészete jelentette. A képek mindössze néhány ecsetvonásból álltak, és Kínában is igen népszerűek voltak. Hamarosan a vezető szerep a Kanő-irányzaté lett: a műhelyekben felelevenítették a jamatoe festészet hagyományait.
A Momojama-kor (1573-1616) a művészet virágkorát hozta. A hadvezérek erődített várait fényűzőbben díszítették. A kereskedői réteg kialakulása új ízlést hozott magával, a paravánokat a portugálokat ábrázoló egzotikus képek díszítették. Ekkor születtek meg az ukijo-e alapját jelentő zsánerképek. A kereskedő származású Tavaraja Sztócatu új díszítőstílust fejlesztett ki a jamatotéból, melynek csúcspontja Ogata Korin és később Marujama Ókjo művészete lett. A művészek nem ismerték el Kínát, ezért a stílusát sem utánozták.
Az Edo-kor (1615-1868) ukijo-e nyomatait (a múló világ képeit) olyan művészek készítették mint Hokuszai, Harnubu. Témájukat Edo (ma Tokió) társasági életéből vették. Koruk kurtizánjait és színészeit festették meg. Ezt a népszerű műfajt tömegesen gyártották fanyomatokon. A nyomatkészítés főként a 18. század és 19. században virágzott.

### Fametszet

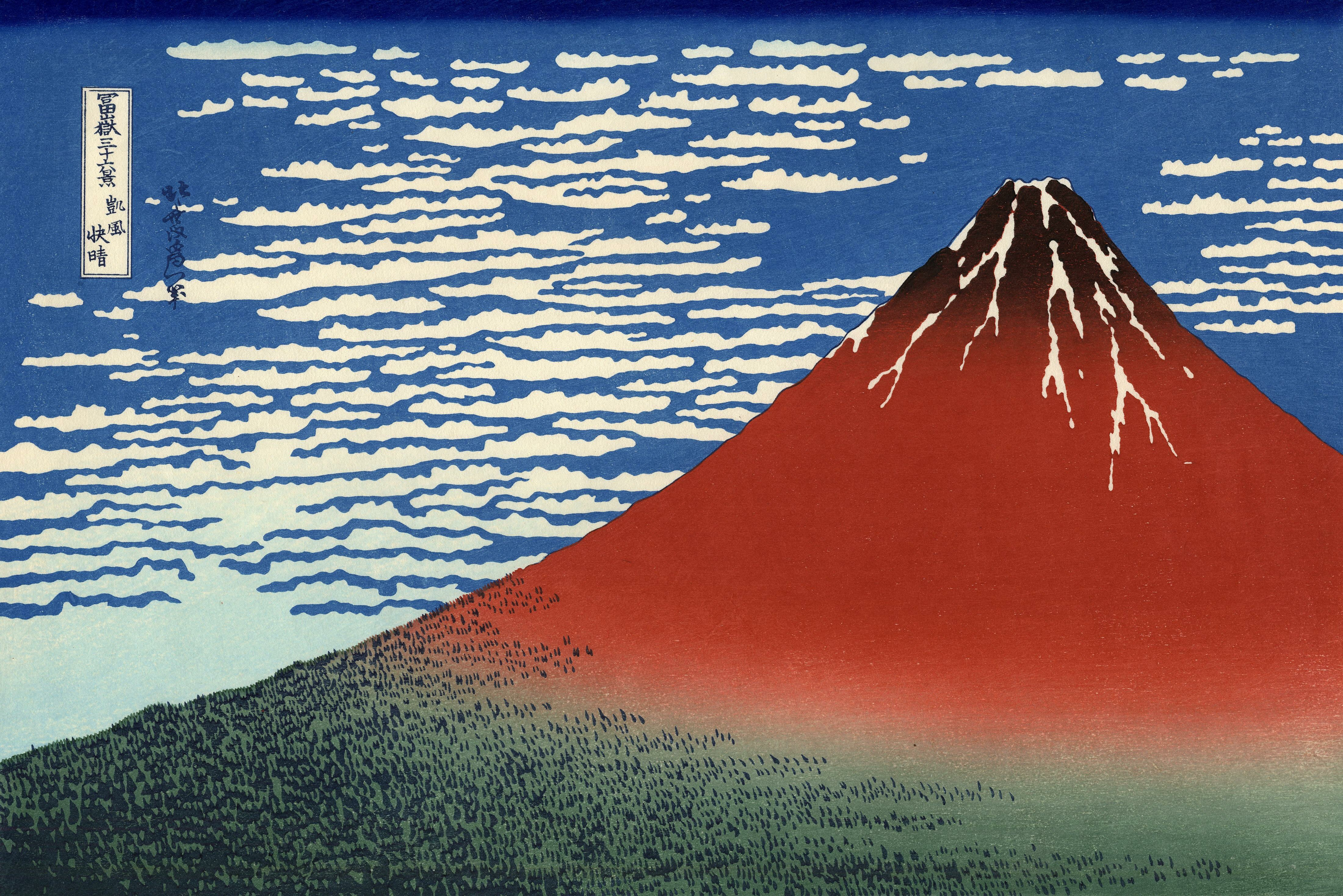
Kacusika Hokuszai fametszete 1930-ból: Déli szél, tiszta ég (凱風快晴)

### Kalligráfia

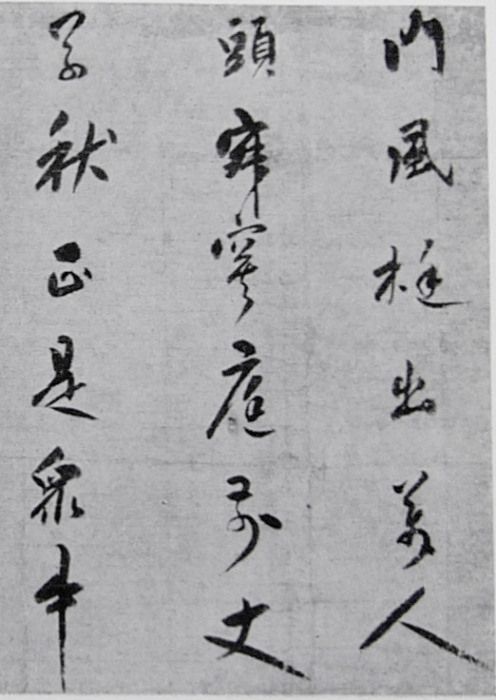
Kalligrafikus írás a 14. századból, Jakusicu Genkó buddhista szerzetes alkotása.

A szépírás, a kalligráfia külön művészetnek számít Japánban. Ezt a különleges írást buddhista szerzetesek évekig tanulták. Az írás nem csak a leírt szöveget, hanem az író egyéniségét is egyaránt kifejezi. Olyan tekercseket is készítettek, aminek szépségét nem maga a szöveg hangzása, hanem az írásjegyek harmóniája adta meg. Ma is vannak olyan főiskolák, ahol éveken keresztül a kalligráfiát tanulmányozzák a tanulók. A tusírás nyomai a mai japán írásban is fellelhetőek. Például a mondatot pont helyett azért zárja le karika, mert ecsettel csak így lehet egyértelműen pontot tenni.

### Iparművészetek

#### Lakkművészet
A japán lakkművesség finom, dekoratív művészet, a tárgyak széles kategóriáját foglalja magába. Lakkot felhasználnak festményeknél, nyomatoknál és a legkülönbözőbb tárgyak elkészítésénél kezdve a Buddha szobroktól a bentó dobozokig. Urusi-nuri egyszerűen azt jelenti, lakkozás, lakkrétegezés.Számos kifejezéssel jelölik a lakktárgyakat. Sikki egyszerűen azt jelenti, lakktárgy, míg nurimono – lakkozott dolgot jelöl, urusi-nuri jelenti a lakkozást.
A lakkfa nedvét használják a hagyományos gyakorlatban – pontos megnevezése urisiol alapú lakk. Mivel az anyag bőrfelülettel érintkezve mérgező hatású, csak tapasztalt, gyakorlott művészek foglalkoznak ezzel a területtel. Lakkot már a Dzsómon-kor óta, i. e. 7000, felhasználnak. Erre vonatkozó leleteket Kaninosima feltárásnál találtak, Hokkaido sziget Minanikayabe városánál. A japán történelem során minden időből származnak lakkleletek, mégis nagyrészt kínai befolyásra jelennek meg jelentős stílusváltozások és innovációk. Az Edo-korban a lakkfa termesztés kiemelt szerepet játszott a gazdaságban, és a technika fejlődésében. A 18. században színes lakkok terjedtek el széles körben.
Lakktechnika
A lakkozásnak van egy alapfolyamata, ami minden területen ugyanaz. Egy fa, vagy néha bőr, papír, fonott tárgyra lakkréteget helyeznek fel annak védelmére, majd díszítik.
Általában három réteget (alsó, középső és végső réteg) visznek fel a felületre. A harmadik réteg nem fekete hanem áttetsző, hogy a díszítést jól megjelenítse.
A bordó vagy fekete lakkozásnál előszeretettel használnak rétegek közti beépítéseket. Ezek lehetnek kagylóhéjak, kitinpáncél és hasonló elemek. Az aranyporral, aranyreszelékkel díszítés – maki-e – is elterjedt dekorációs elem.
Tradicionális technikák
- ikkanbari, vagy másképp harinuki a teához kapcsolódó tárgyak technikája. Hirai Ikkan találta fel a 17. század elején. Itt előkészített papírformákra helyezték fel a lakkrétegeket.
- iro-urushi, vagyis színes lakkozás. Itt színpigmenteket adnak a tiszta lakkhoz. A természetes pigmenttechnikák csak öt szín alkalmazását tették lehetővé egész a 19. századig. Ekkor a nyugatról származó mesterséges pigmentek révén számos újítás jelenik meg. Shibata Zeshin volt a terület híres innovátora. Új színeket és új anyagokat kevert a lakkhoz. Fémhatást próbált elérni velük, ez azonban a kormányzat ellenérzését váltotta ki túlságos extravaganciájával.
- Shunkei-nuri a 14. század körül találhatta fel Shunkei szerzetes. Ez volt a közkedvelt módszer egészen a 17. századig. Áttetsző rétegei a tárgy természetes megjelenését hangsúlyozták ki.

Területi variációk
Ahogy a legtöbb tradicionális művészetben, itt is a különálló központok saját technikát gyakoroltak ki.
- Aizu – 16. századtól létezik, a Meiji korszakban közkedvelt. A felvitt lakkba vésik a mintát, a vésetet kitöltik arannyal vagy egyéb anyaggal. Jellemző rá, hogy agyaggal vagy egyéb anyaggal polírozzák a tárgyat.
- Jóhana tárgyak könnyen felismerhetők maki-e -jükről (aranyozás), vagy mitsuda-e -jükről (fémesítés), valamint fehér vagy fehéres lakkjukról.
- Negoro lakktárgyakat a Negoro-ji templomkomplexumban, Izumi provinciában készítették. A Negoro vörös lakkrétegei a használattal szándékoltan elkopnak, és megjelenik az alsó fekete lakkréteg. Ezt a jellegzetes hatást másutt is másolták és utánozták.
- Rjúkjúi lakktárgy, gyakran társítanak más japán lakkozást is ide, gyakorlatilag függetlenül alakult ki, erős kínai és dél-ázsiai hatásra, mivel Rjúkjú sziget 1609-ig nem tartozott japán fennhatóság alá.
- Tsugaru tárgyak technikája valószínűleg Ikeda Gentaró-hoz köthető. A 17. század végétől létezik. A felületre több rétegben felvitt lakkal színes, márványos hatást értek el.
- wakasa tárgyaknál sok színt használnak, tojáshéjat, rizspelyvát használnak fel az alaprétegben. Ezüst vagy aranyfóliát alkalmaztak díszítésre, a felső, áttetsző réteg alatt.

### Harcművészet

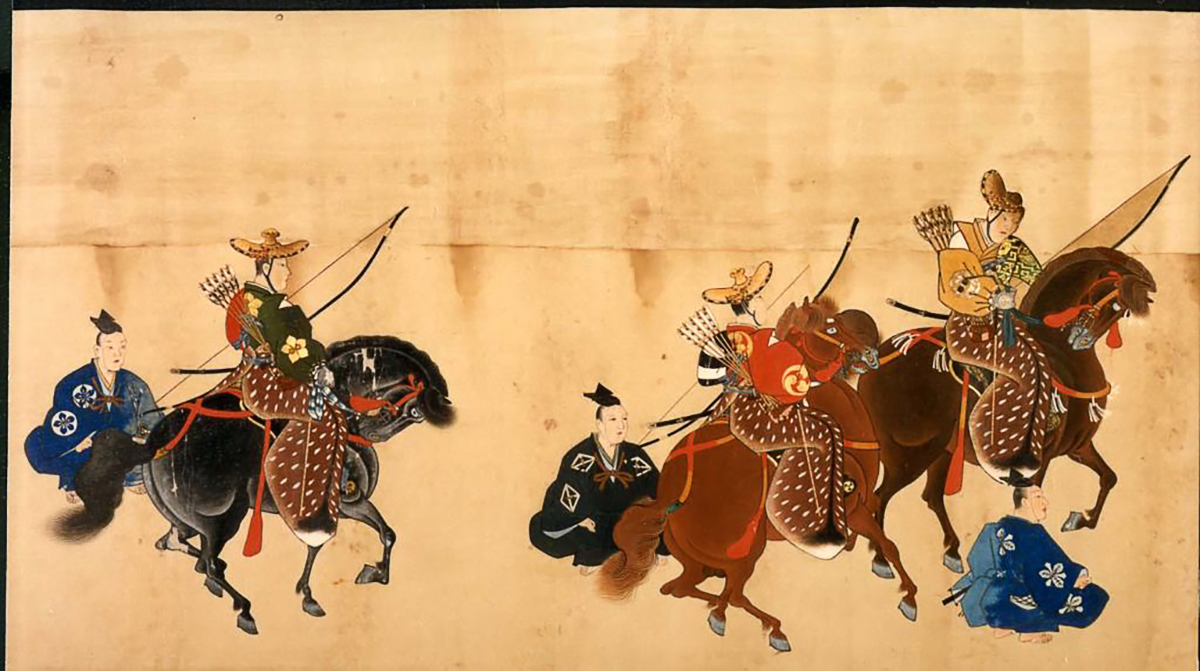
Részlet egy régi japán festményen megörökített lovasíjászatról.

A küzdősportok is a japán világ kulturális értékei közé tartoznak. Ennek egyik hagyományőrző formája a lovasíjászat, a yabusame. Számos sintó szentély tart lovasíjász napot, amikor szertartásosan, több lovas, hosszú íjjal ad le lövéseket a vágtató lóról a kijelölt céltáblára. Az egyik legismertebb ilyen ünnepély októberben a tokiói Ana Hacsimangu szentély lovasíjászata (Takadanobaba yabusame).
A japán harcművészetek hozzájárulnak a hagyományos japán szellemiség, filozófia megőrzéséhez és elterjesztéséhez nyugaton is. A legismertebb japán harcművészetek: karate, aikido, judo, kendo (japán kardvívás). A judo 1964 óta szerepel az olimpiai sportágak között is.

## Japán művészetének tárgyalása korszakok szerint

### Őskor (Kr. e. 50 000-Kr. u. 538)

#### Őskőkor
A Japán történelem előtti kor művészete már alig ismert, a legrégibb pattintott kőeszköz a pleisztocén korból (Kr. e. 50 000 körül) való, Ivandzsukuból (Gunma tartomány). Az íjat és nyilat ez a kultúra még nem ismerte. Vitatott, hogy ezek az emberek a mai japánok ősei lettek volna.

#### Dzsómon-kor

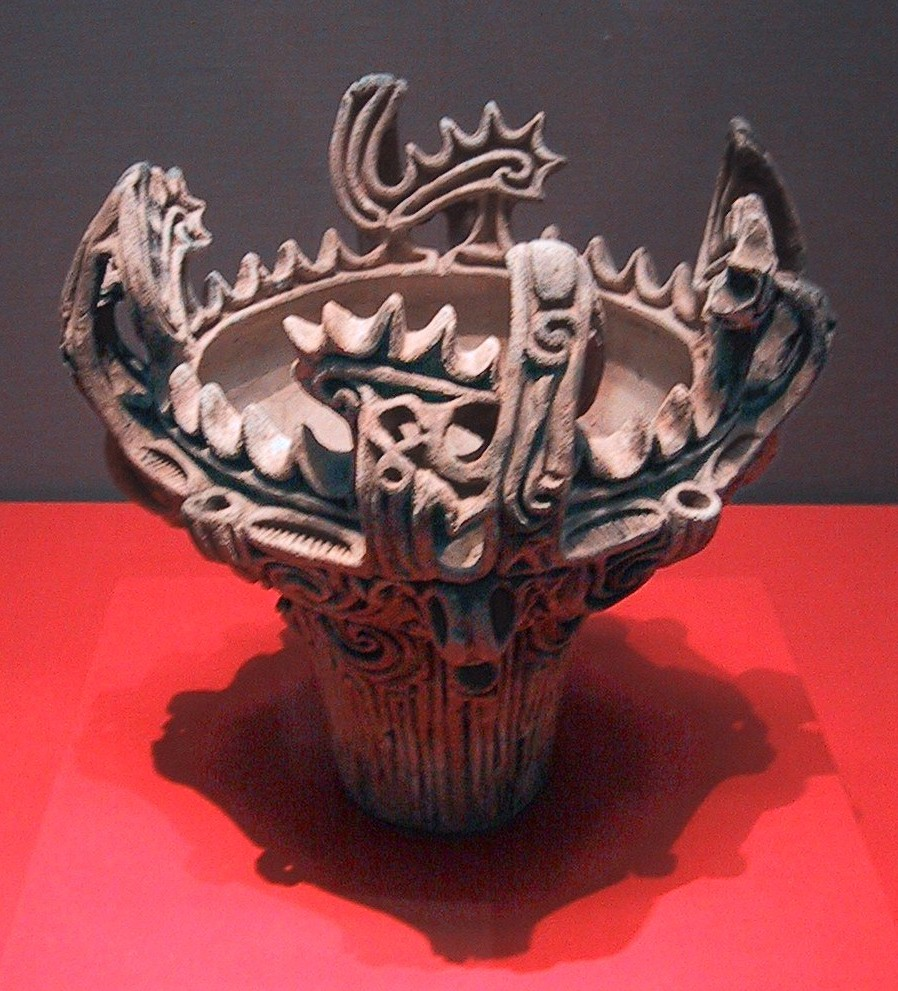
Dzsómon-kori váza

A csiszoltkő-korszak neve Japánban a kerámia zsinórszerű díszítéséről elnevezett dzsómon-kultúra. Ez már a kialakuló japán néphez köthető. Íj és nyíl használata már a kezdetektől jelen van, megjelent a földművelés. A kultúrát ennek megfelelő kerámiahasználat jellemzi. A világ legrégebbi ismert kerámiája Japánban került elő, keletkezési idejét Kr. e. 7000-re teszik. A kerámia nincs jól kiégetve, a vízzel szemben kevésbé ellenálló.
A Kr. e. 3. századból származnak az első dogúk (agyagedények). Ezekhez a 4–30 cm magas kerámiaszobrokhoz vallásos-mágikus elképzelések tapadhattak.

#### Jajoi-kor
A dzsómon-korszakot Kr. e. 300-200 körül az északi szigetekről elterjedt jajoi-kori műveltség váltotta fel. Csiszolt kőeszközöket és fémet egyaránt használtak. A házak formájára a kerámiákból lehet következtetni, de cölöpépítkezések nyomai is előkerültek. Jellegzetes tárgyi emlékei a kornak a dótakuk: harang formájú kultikus bronzok. A korszakból a szobrászati alkotások hiányoznak. A kerámia új típusát (jajoi-kerámia) kontinentális hatások formálták, jól égetettek, és sokáig használatban maradtak.

#### Kofun-korszak

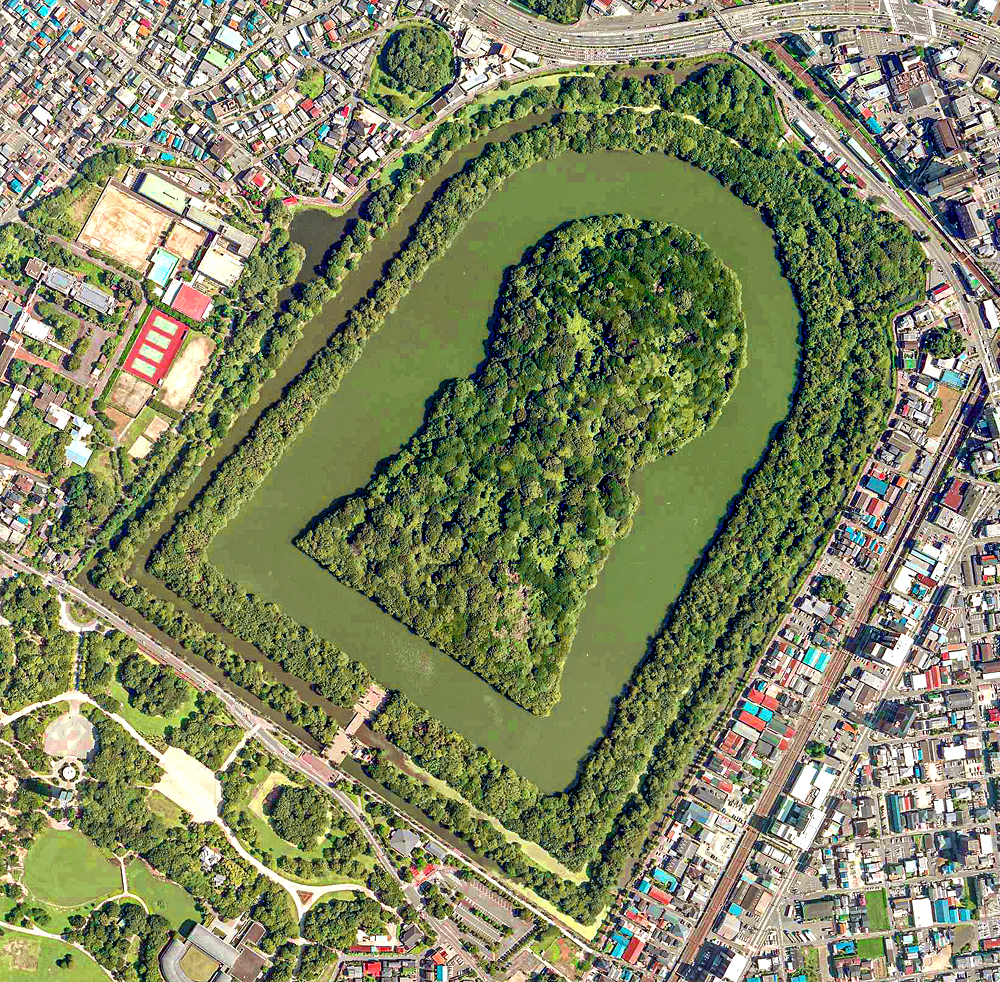
A Daisen Kofun, a legnagyobb méretű halomsír Japánban, Osaka Sakai városrészében. Kr. u. 5. század

Ez a korszak már az első japán államok kialakulásának kora. Az egymással versengő fejedelmek sírépítmények építésében (is) versenyre keltek. Ezeket a sírhalmokat kofunnak nevezik, amiről a korszak a nevét kapta. Jellemző emlékek: Odzsin császár sírja (hossza 420 m, szélessége elöl 305, hátul 250 m); Nintoku császár sírja (hossza 480 m, szélessége elöl 305, hátul 245 m), mindkettő Oszaka tartományban; Nintoku császár sírja (háromszintes, háromszoros vizesárok veszi körül). A kofunépítés a 7. századig eltartott.
A kofunokból nagyszámú figurális kerámia került elő, ezek a tárgyakat, állatokat, később embereket ábrázoló szobrok a hanivák.
Megépültek a vallási építészet első alkotásai is, s noha eredeti formájukat nem ismerjük (csak rekonstrukcióból), típusuk elkülöníthető. Az Isze-szentély és az Izumó-szentély a Simmei stílus és a Taisa-stílus emlékei. Az Isze-szentélyre vonatkozó 7. századi irat alapján, mely arról rendelkezik, hogy a szentélyt minden évben le kell bontani és újjá kell építeni, arra lehet következtetni, hogy eredeti formáját máig őrzi.

### Japán ókor
A 4. században érkezett Japánba a buddhizmus. Kialakult a jogi alapon működő állam (tennó-rendszer). Ezek meghatározták a művészet alapjait.
A buddhizmus hatására az építészetben megjelent a kőtalapzat. A sintó szentélyek továbbra is a hagyományos formában épültek, de egyre több buddhista templom épült, melyeket négyszögalaprajz, messze előreugró cseréptető, gazdag festés jellemez. Kialakult a templomegyüttesek elrendezése: nagycsarnok, kapuk, pagodák, szútrák háza, szerzetesek házai. Az első teljes templomegyüttes a Hókódzsi (Aszukadera lehetett), a leghíresebb azonban a Hórju-dzsi. Az első buddhista templomok stílusát irimoja-stílusnak hívják (a díszített tető miatt, az egyszerű, díszítetlen tetőt kirizuma-stílus néven ismerjük).
A szobrászatot fellendítették a szárazföldről bekerülő Buddha-szobrok. Két irányzat különíthető el: a tori stílus (Kuracukuri no Tori-ról elnevezve, ide tartoznak a legkorábbi Buddha-szobrok 606-ból és az aszukai Nagy Buddha, egyéb buddhák és bodhiszattvák szobrai) és a Hórjú-dzsi Keleti templomának Kudara Kannon szobra által képviselt törekvés.
A buddhizmus gyakorlásához szükséges eszközök készültek nagy fokú precizitással. Új motívum a szőlőinda és az akantuszlevél. Pl: Tamamushi-szekrény (Aranybogár-szekrény): ereklyetartó, a dobozt lakkozás és lakkfestés borítja – ez a lakkművészet kezdetét jelzi.
Állandósult a fazekaskorong használata, égetés már kemencében történt (pl.: tetőcserép-égetés – cserép csak a buddhista templom tetejét borítja). A textilművészetről egy 622-ből való zászló ad képet, amit a Csúgú-dzse kolostorban őriznek. Mindezen tárgyak kizárólag az udvar, a papok és a főnemesség számára készültek.
Festészeti emlékek nem maradtak fenn. Különleges lelet az 1972-ben felfedezett sír Aszukában, néhány falfestménytöredékkel.